# پیترو جرمی
پیترو جرمی (ایتالیایی: Pietro Germi؛ ‏ ۱۴ سپتامبر ۱۹۱۴ – ۵ دسامبر ۱۹۷۴) کارگردان، بازیگر و تهیه‌کننده فیلم اهل ایتالیا بود.
از فیلم‌ها یا مجموعه‌های تلویزیونی که وی در آن‌ها نقش داشته‌است، می‌توان به دوستان من، ده فرمان و حقایق قتل اشاره نمود.
وی برنده جوایزی همچون جایزه اسکار بهترین فیلم‌نامه غیراقتباسی شده است. و همچنین با فیلم پرندگان، زنبورهای عسل و ایتالیایی‌ها در جشنواره فیلم کن ۱۹۶۶ به‌طور مشترک با یک مرد و یک زن برنده جایزه بزرگ شده است.